# ジャーダのおもてなしレシピ
『ジャーダのおもてなしレシピ』（原題：Giada at Home）はアメリカの放送局・フード・ネットワークで2008年10月18日から放送されたジャーダ・デ・ラウレンティスの料理番組。2009年にデイタイム・エミー賞を受賞。日本では、フーディースTVやDlifeなどで放送。

## 概要
イタリア生まれの調理研究家のジャーダがカリフォルニアのキッチンで3品ほどの料理を短時間で調理して、家族や友人、パーティなどでのおもてなし料理を振舞う 。放送上は自宅という設定だが、ジャーダの自宅で撮影されたわけではない。